# Normose

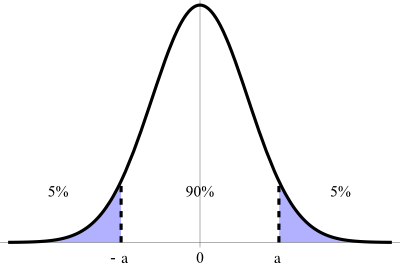
Normal se refere à resposta mais comum em um gráfico na análise de uma determinada variável. Ou seja, o normal representa aquilo que é o mais frequente, a maioria, o mais comum.

Normose ou normopatia é a tendência patológica para condicionar o próprio comportamento, por molde a seguir os trâmites e as normas de conduta socialmente estabelecidas, em prejuízo da auto-expressão pessoal e individual da pessoa, sobrevalorizando-se a opinião e a aceitação social dos outros.
No âmbito da filosofia e da medicina holística, a normose afigura-se como um conceito referente às normas, crenças e valores sociais que causam angústia e que podem ser prejudiciais ao bem-estar psíquico do indivíduo, por outras palavras: aos "comportamentos normais de uma sociedade que causam sofrimento".
Dessa forma os indivíduos que estão em, aparente, perfeita conformidade com os padrões da normalidade e fazem aquilo que lhes é socialmente espectável, contravindo aquelas que são as suas vontades, opiniões e compulsões pessoais e subjectivas próprias, podem acabar por sofrer psicologicamente.
É comum justificar a manutenção de um comportamento morbígeno, por se afigurar dentro dos padrões convencionais da normalidade, porém essa justificativa pode volver-se falaciosa, acabando por, inadvertidamente, perpetuar normoses.

## Definições

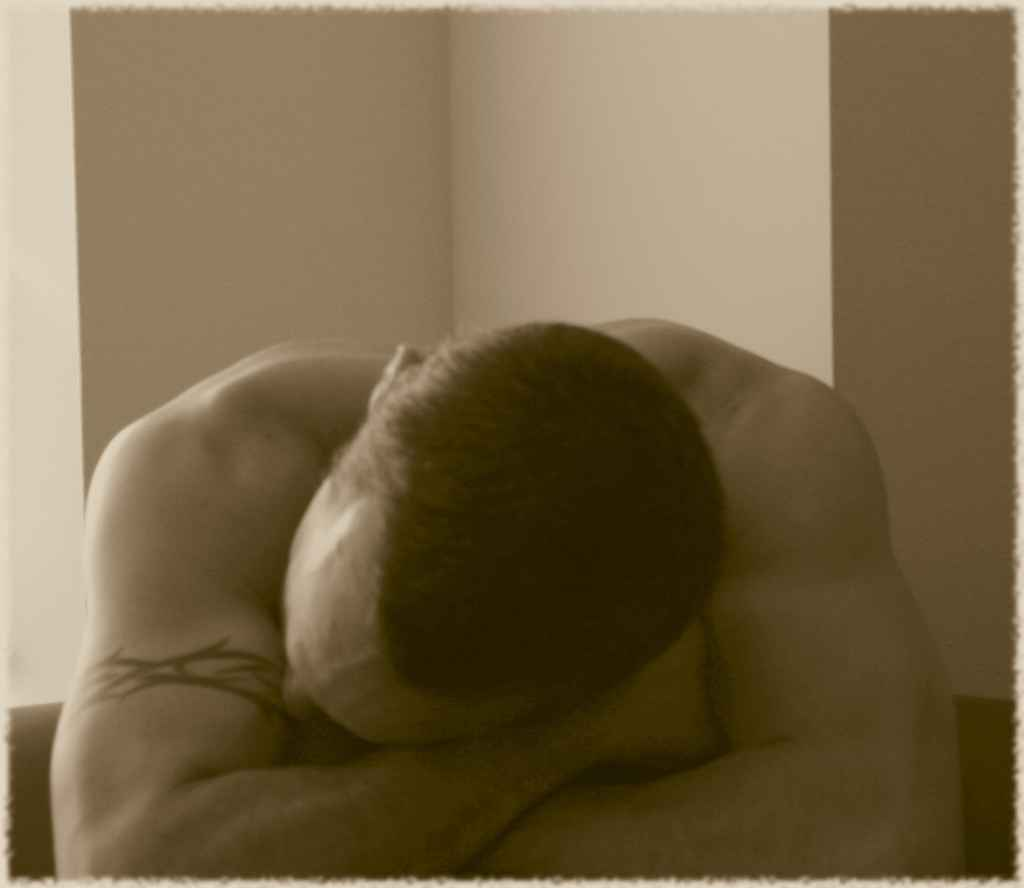
É comum esperar que, ao seguir todas as normas sociais, um indivíduo seja feliz e saudável, mas isso nem sempre acontece, pois diversas das nossas normas sociais atuais podem revestir-se de contornos morbígenos.

Pierre Weil define «normal» como o conjunto de normas, conceitos, valores, estereótipos, hábitos de pensar ou agir que são aprovados por consenso ou pela maioria. Patológico é definido como aquilo que se desvia do normal e que, por isso, constitui ou caracteriza uma doença.
Por contraponto, saudável é aquilo que gera bem-estar e qualidade de vida.

## Critérios
Para que um comportamento possa ser definido como normose:
- Não perceber o quanto esse comportamento faz mal;
- A maioria concorda que esse comportamento é, formalmente, tido como normal[4];
- Esse comportamento causa sofrimento;

Ou seja, nem todo o conjunto de normas, conceitos, valores, estereótipos, hábitos de pensar ou agir, que são aprovados por consenso ou pela maioria provocam alguma doença. O normal para determinada sociedade, comunidade ou indivíduo pode também trazer benefícios ou simplesmente não terem consequências nem negativas nem positivas.

## Tipos de normalidades
Assim toda a variedade que compõe o Ethos no qual indivíduo está inserido possui normalidades saudáveis, normalidades doentias e normalidades neutras. 
Por exemplo:
- Normalidade saudável: levantar cedo para caminhar.
- Normalidade adiáfora: almoçar ao meio-dia.
- Normalidade patológica (normose): comer para diminuir a ansiedade.

## Normoses gerais
Normoses gerais são aquelas aceitas pela maioria da humanidade:
- Fantasia da Separatividade: Sentir-se separado e independente das outras pessoas e da natureza;
- Guerra justa: Guerras são formas normais e necessárias para resolver conflitos entre nações;
- Sentimento de propriedade: Acreditar que produtos naturais são posses humanas;
- Consumismo: Consumir à vontade sem pensar nas consequências sociais e ambientais.

## Normoses específicas
As normoses podem ser subdivididas em questões específicas como:
- Normoses alimentares[5]: Propensão patológica para o consumo de fritos, doces, refrigerantes, excesso de carne, excesso de sal, bebidas alcoólicas.
- Normoses relacionais[5]: Egoísmo patológico; confundir amor com sensualidade; sexo com foco só nos genitais.
- Normoses educacionais[5]: Confundir ciência com positivismo; não atender ao casuísmo na formação de raciocínios e apreensão de conhecimentos.

## Origem do conceito
Segundo Pierre Weil, em seu artigo «A Normose Informacional», "Normose é um termo que foi forjado por Jean Yves Leloup na França, e por Roberto Crema, no Brasil".